# Aurora 17

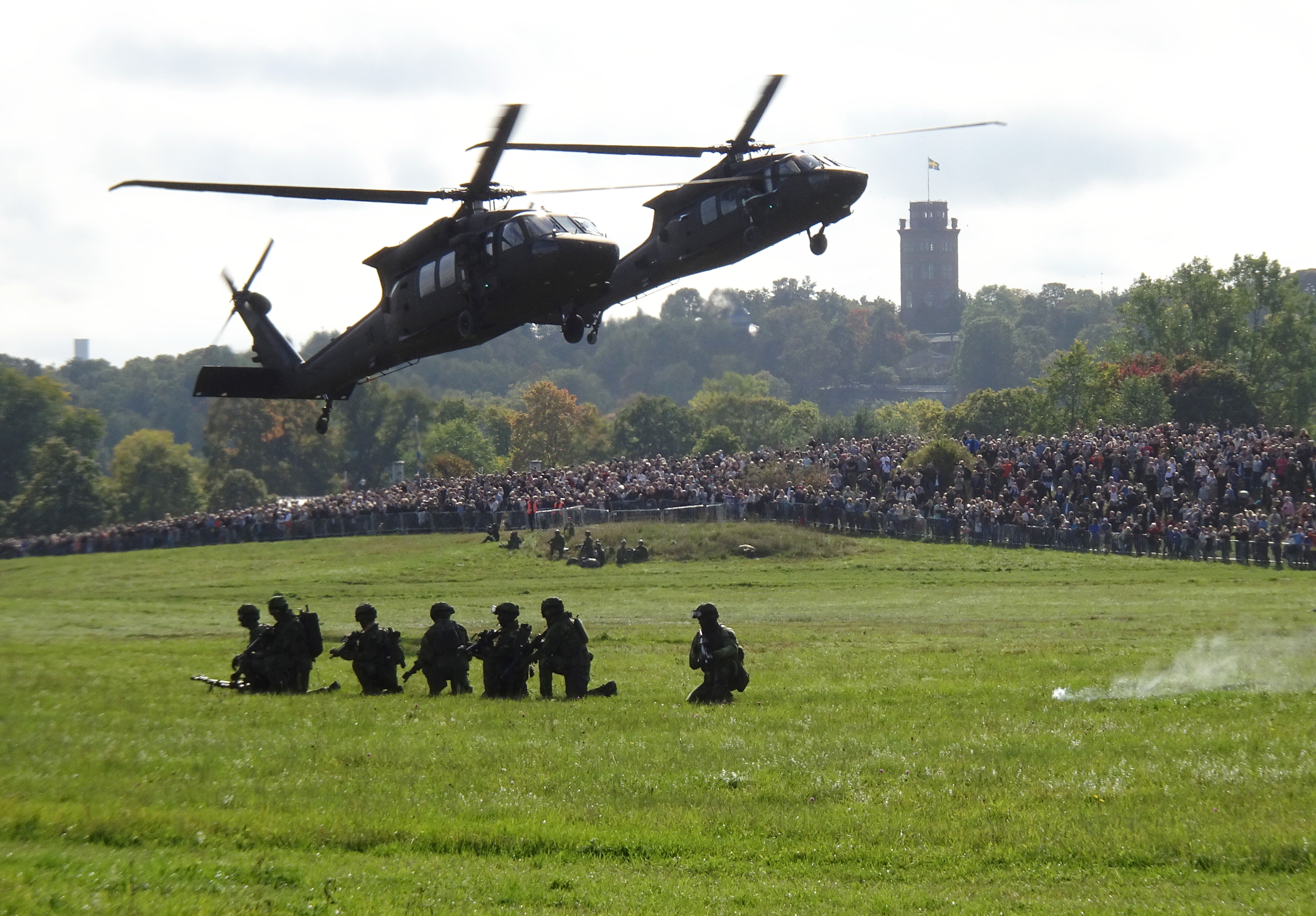
Aurora 17 in Stockholm.

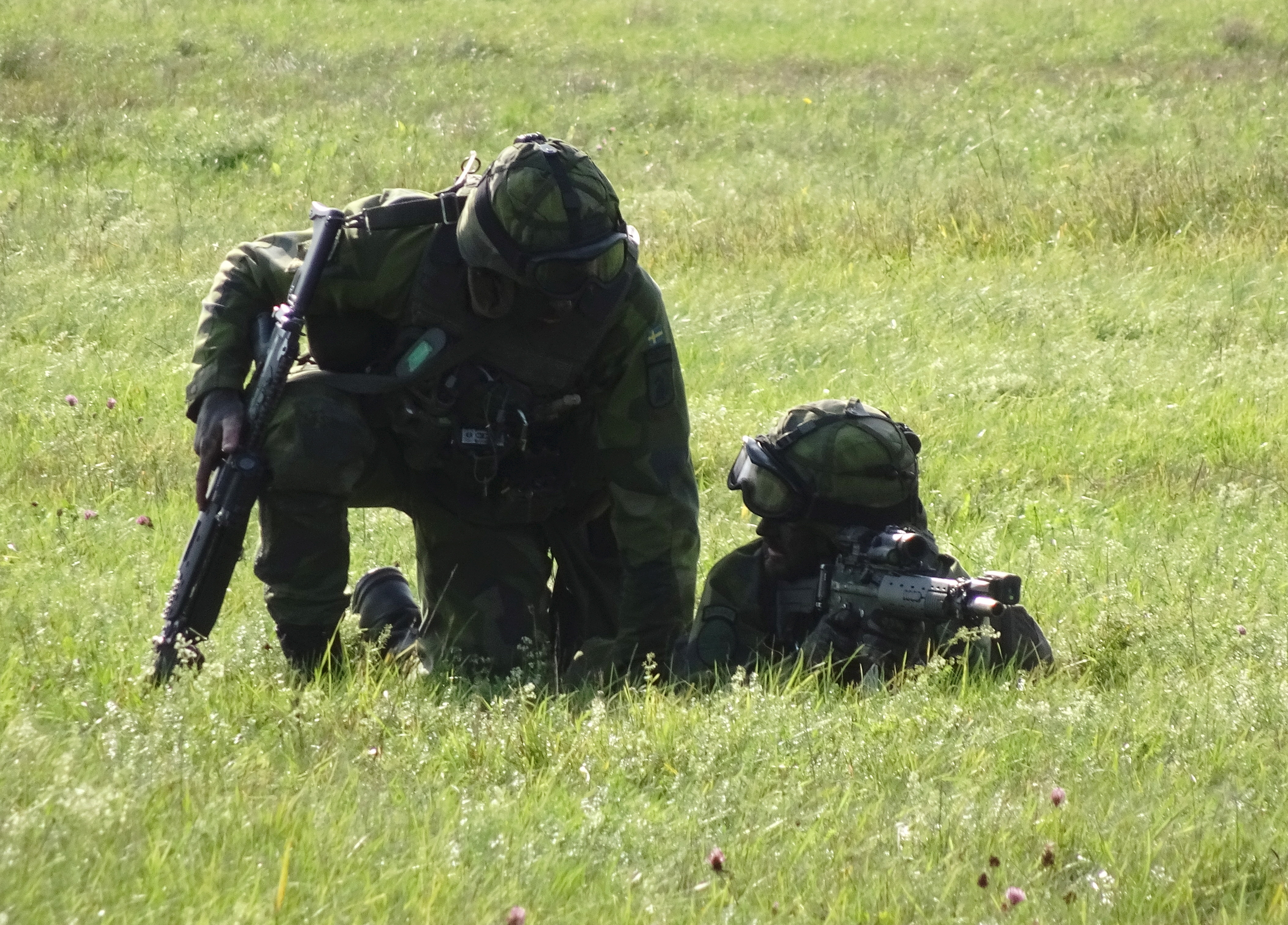
Aurora 17 in Stockholm.

Aurora 2017 war ein im September 2017 gestartetes dreiwöchiges Manöver der schwedischen Streitkräfte und der finnischen Streitkräfte in Schweden. Rund 19.500 schwedische Soldaten simulierten zusammen mit Einheiten aus Dänemark, Estland, Litauen, Frankreich, Norwegen und den USA sowie dem Nachbarland Finnland die Abwehr einer fiktiven Invasion. Es handelte sich um das größte und umfassendste Militärmanöver seit dem Ende des Kalten Krieges in Schweden. Zeitgleich hielten die Streitkräfte der Russischen Föderation in Belarus das Manöver „Zapad 2017“ mit offiziell 12.700 Soldaten aus beiden Ländern ab.
Aurora 2017 konzentrierte sich auf Südschweden und die Insel Gotland, dem schwedischen Gebiet, das der russischen Exklave Kaliningrad am nächsten liegt. Daneben wurden Szenarien um die beiden größten schwedischen Städte Göteborg und Stockholm bzw. deren Einzugsgebiet um den Mälaren geübt. Während alle schwedischen Teilstreitkräfte eingebunden waren, stellten die USA mit 1435, Finnland mit 270, Frankreich mit 120 und Dänemark, Norwegen, Litauen und Estland mit jeweils 40 bis 60 Mann kleinere Kontingente.

## Hintergrund
Schweden war bis 2022 nicht Mitglied eines Militärbündnisses. Während das Land vor der Zuspitzung des neuerlichen Ost-Westkonfliktes noch für UNO-Friedensmissionen probte, änderte sich Schwedens Haltung nach der Annexion der Krim durch Russland deutlich. Der schwedische Verteidigungsminister Peter Hultqvist (Socialdemokraterna) erklärte 2015 zusammen mit den Verteidigungsministern Norwegens, Finnlands und Dänemarks sowie der Außenministerin Islands das russische Agieren zur größten Herausforderung für die Sicherheit in Europa. Damals wurde eine neue Militärkooperation der nordischen Länder und gemeinsame Übungen sowie eine Intensivierung des Informationsaustausches auch mit den baltischen Staaten vereinbart.
Schweden war zum Zeitpunkt des Manövers kein Mitglied der NATO, hatte sich jedoch durch verschiedene Kooperationen seit dem Ende des Ost-Westkonfliktes dem Verteidigungsbündnis weiter angenähert. Seit 1994 ist das Land Mitglied im NATO-Programm „Partnerschaft für den Frieden“ und nahm an NATO-geführten Einsätzen in Afghanistan, auf dem Balkan und in Libyen teil. 2016 unterzeichnete Schweden ein „Host Country Agreement“ mit der NATO, so dass diese im Krisenfall Material in Schweden lagern und durch das Land transportieren darf. Schweden ist Partner der NATO Response Force und nimmt an der Lufttransport-Gemeinschaft des Bündnisses teil. 2022 hat Schweden die NATO-Mitgliedschaft beantragt.
In der Vergangenheit war es wiederholt zu Provokationen und Zwischenfällen mit russischen Militärobjekten nahe des schwedischen Territoriums im internationalen Luftraum oder mit dem schwedischen Militär gekommen. Rund anderthalb Monate vor dem Manöver, am 20. Juni 2017, bedrängte eine russische Suchoi Su-27 ein schwedisches Aufklärungsflugzeug (Gulfstream IV (S 102 B)) im internationalen Luftraum über der Ostsee.

## Bilder

Manöver
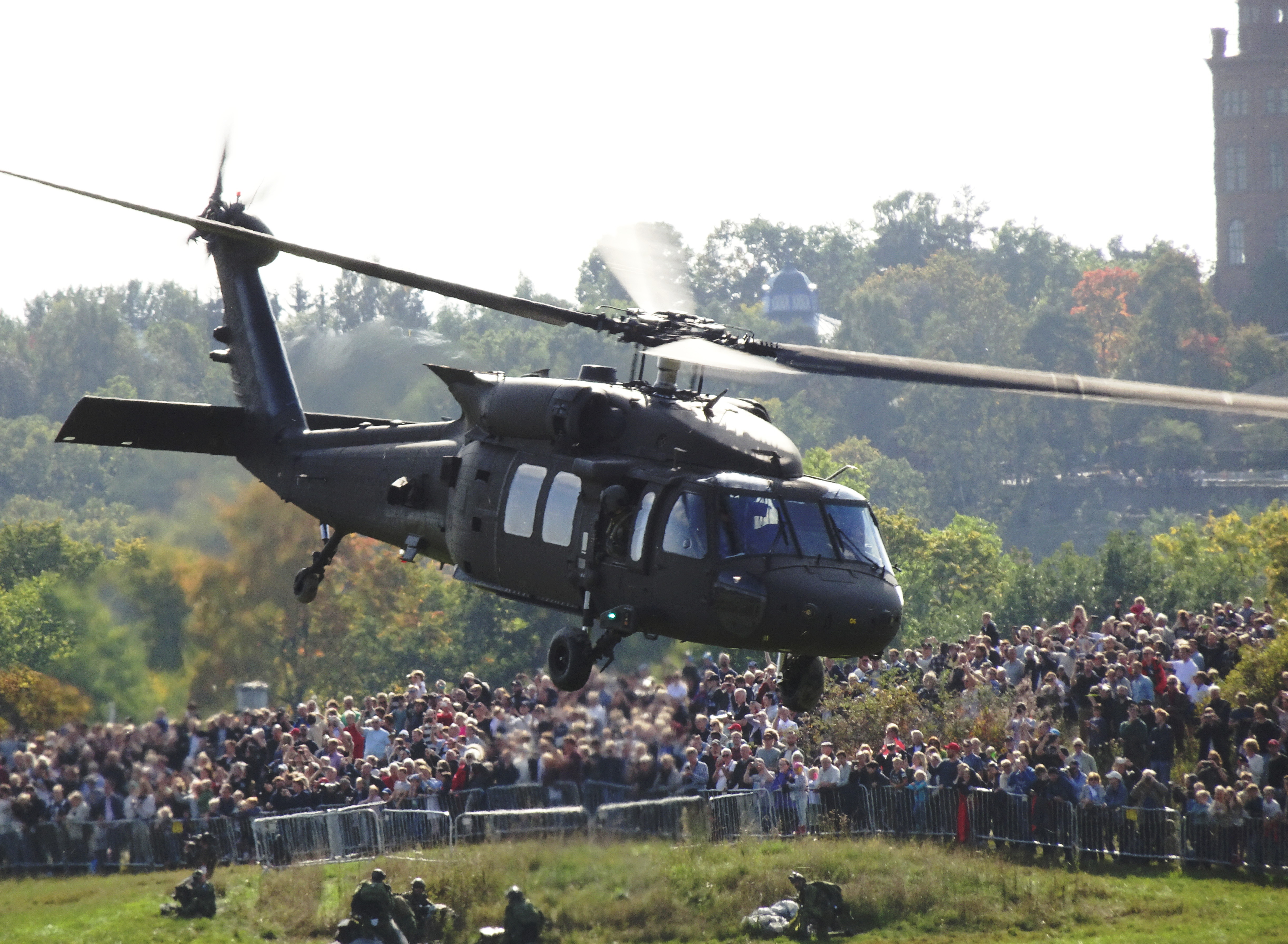
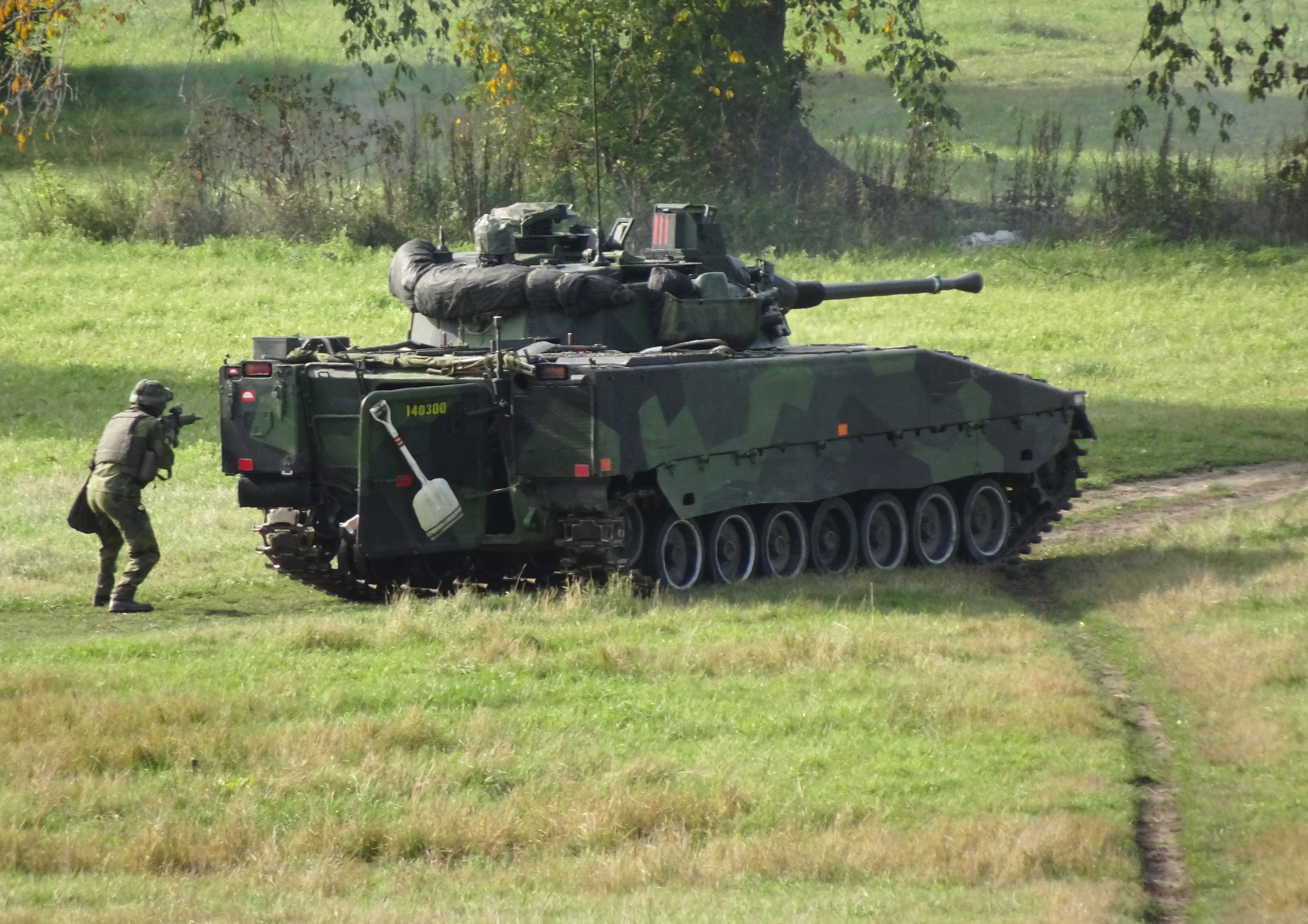
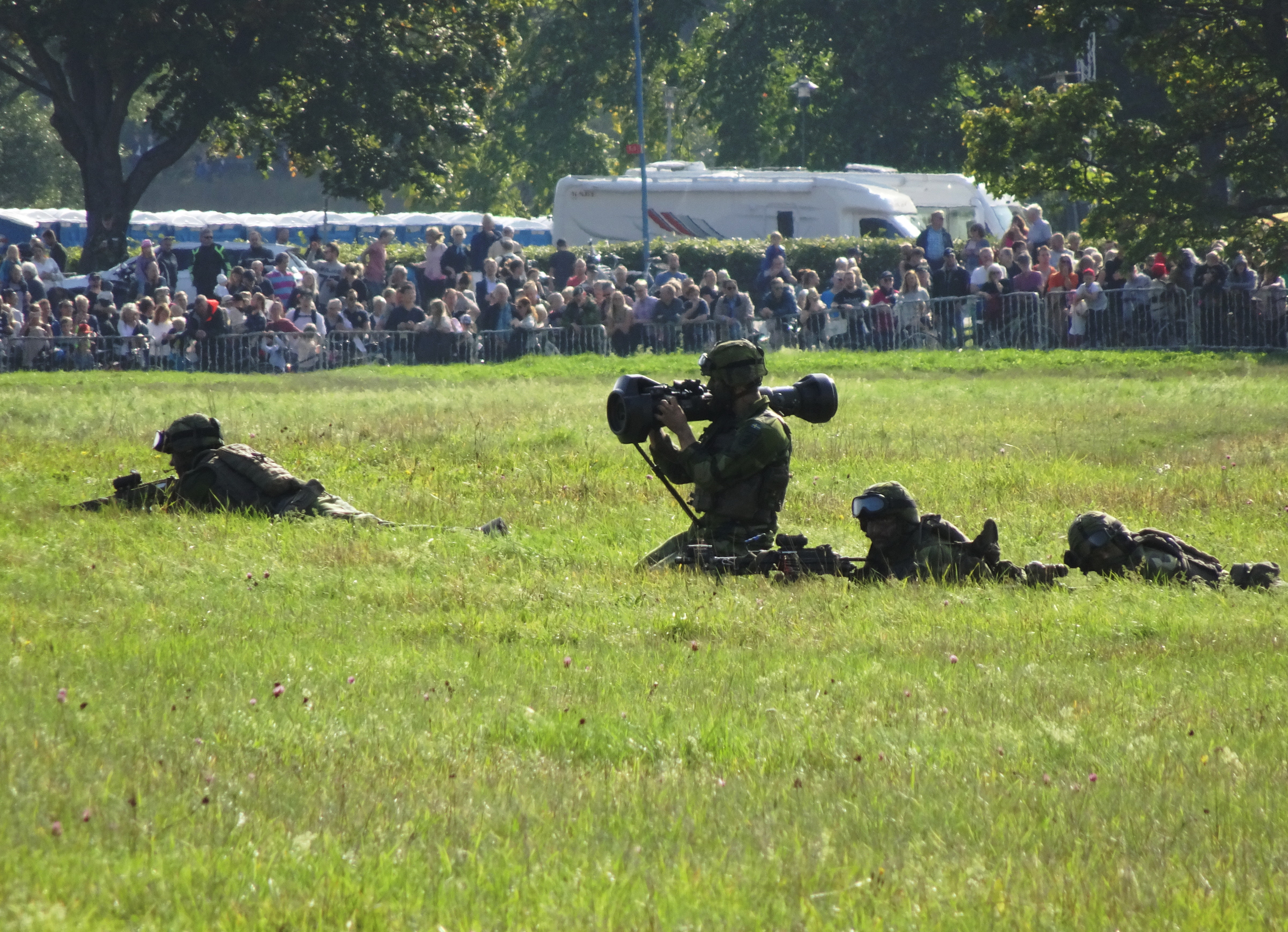
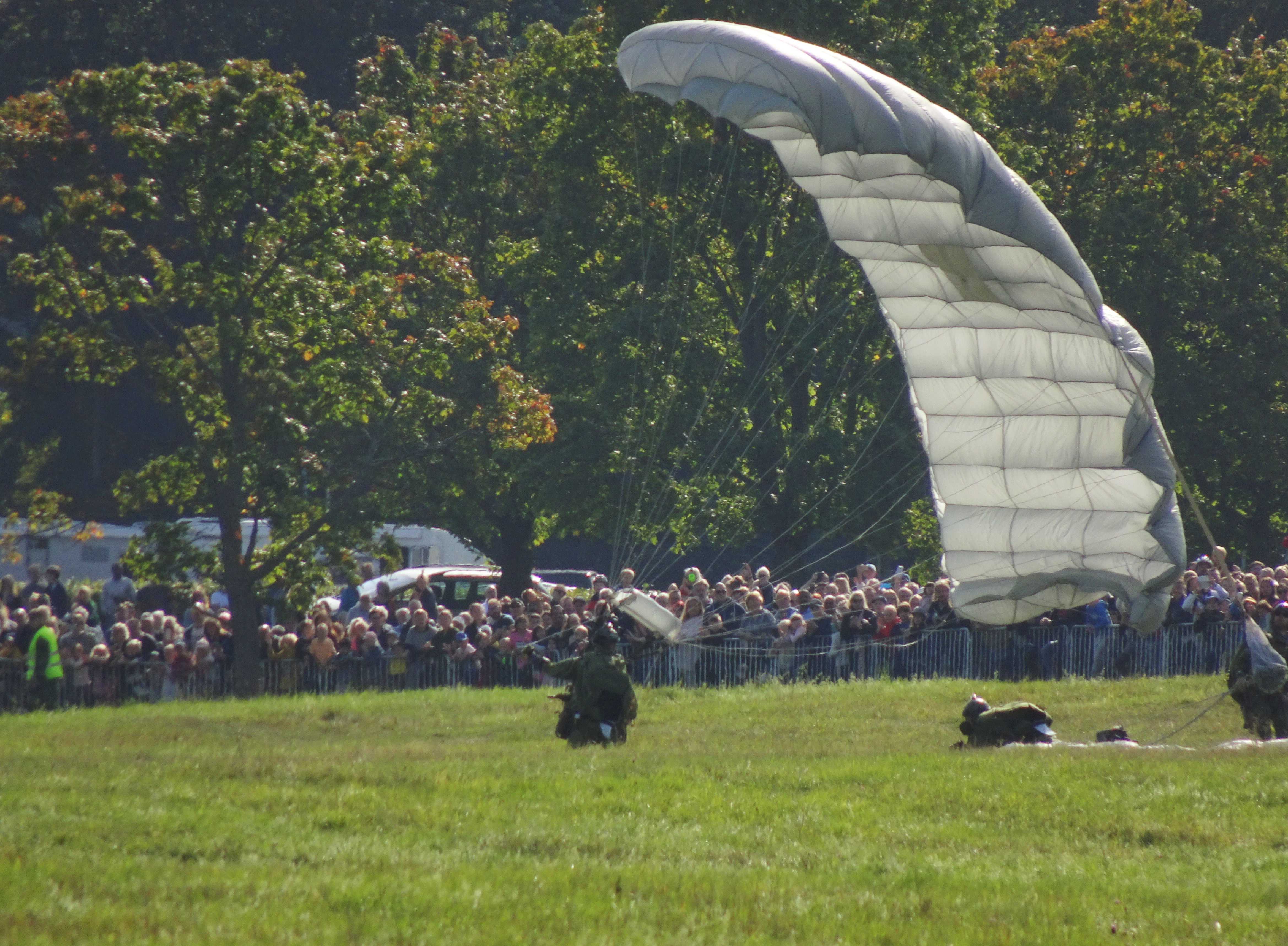
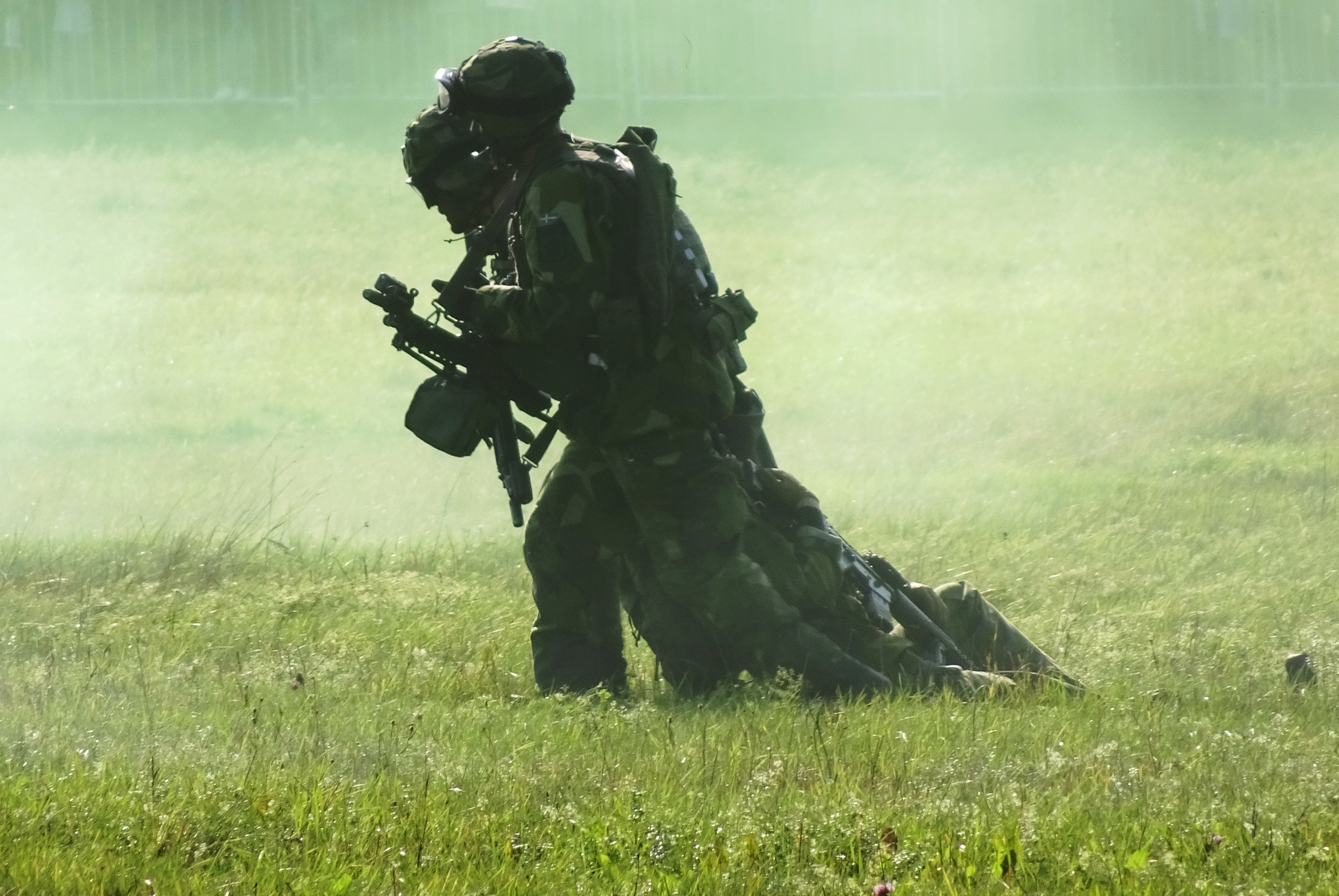

Vorführung
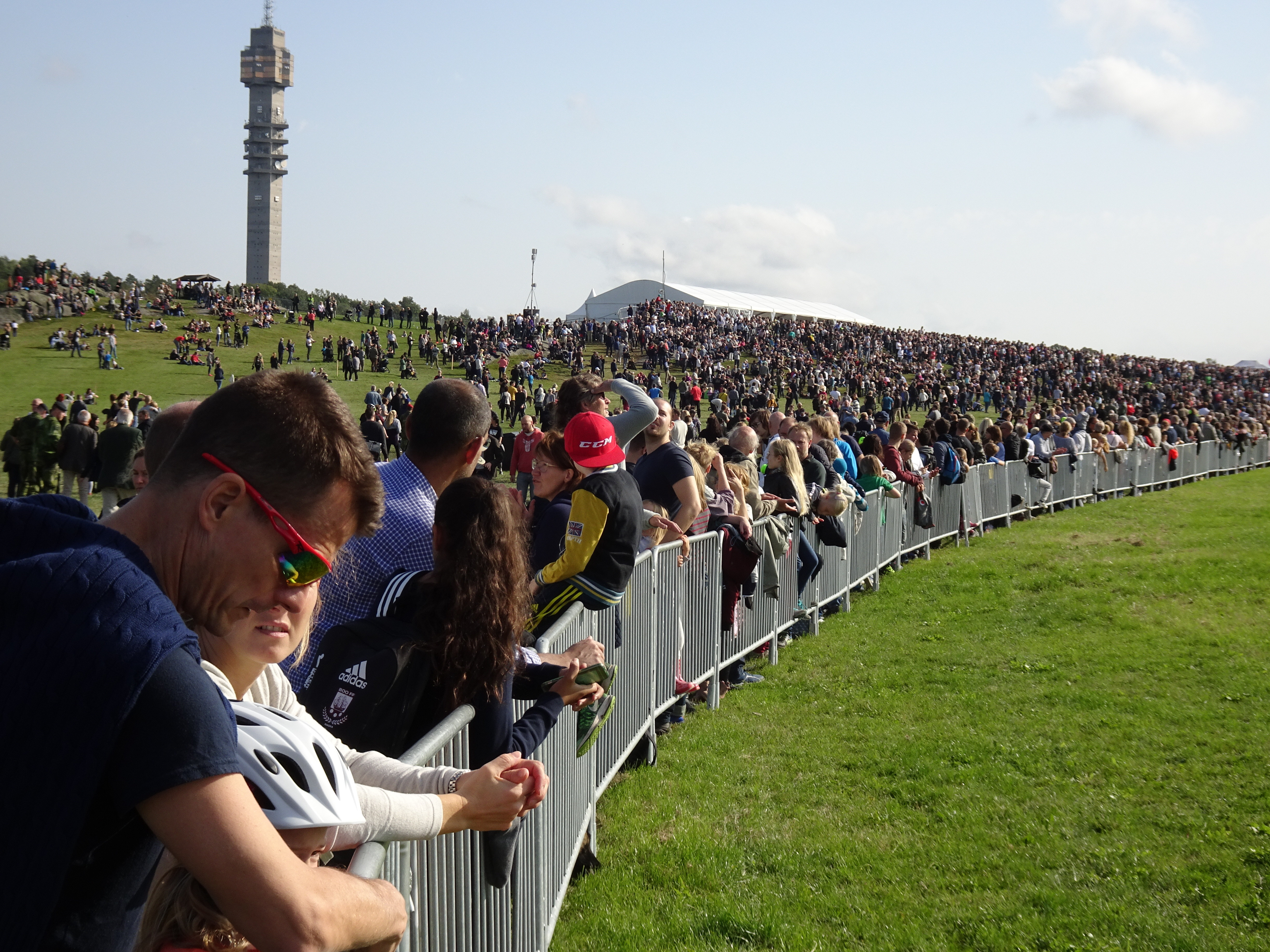
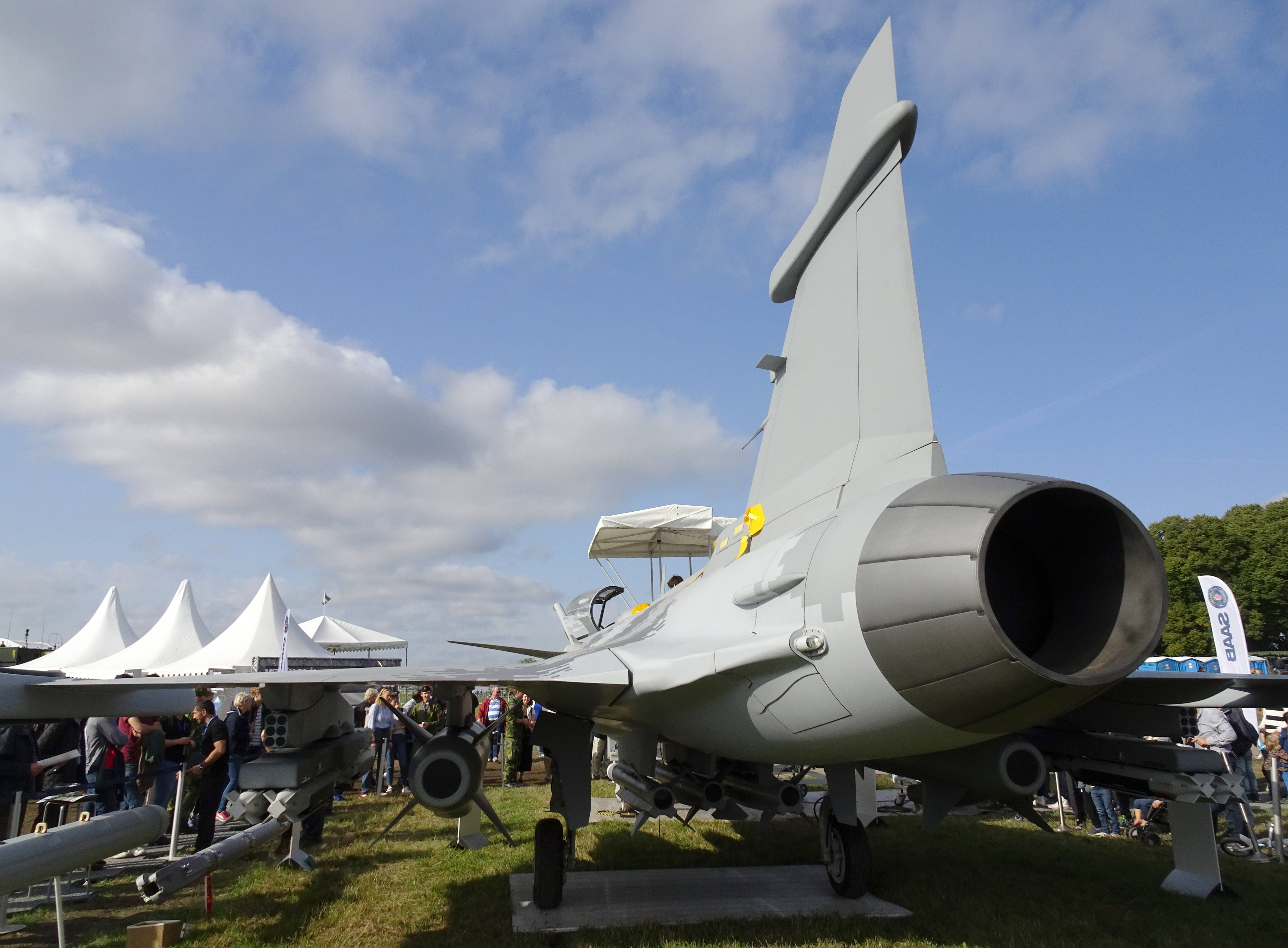
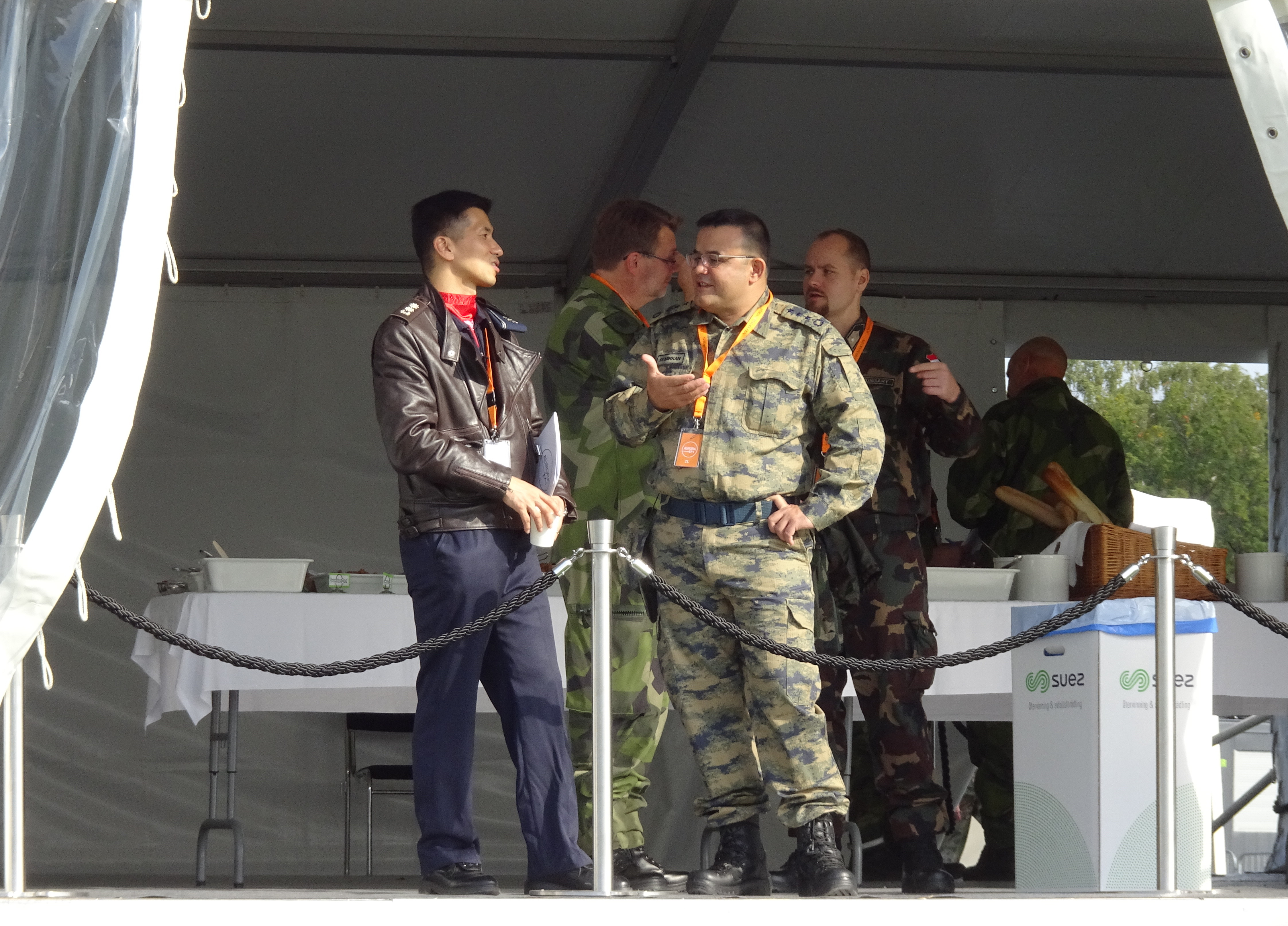
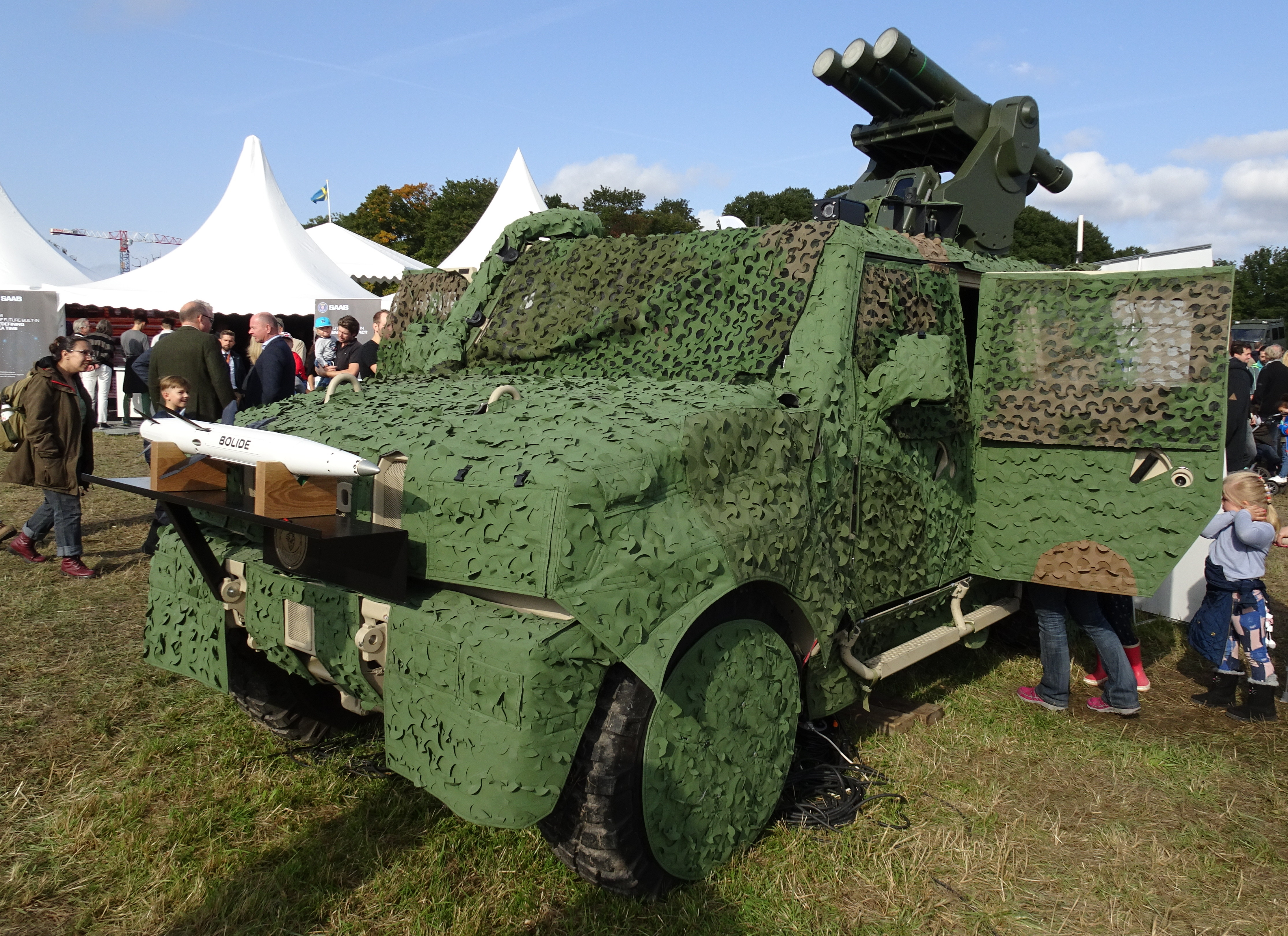
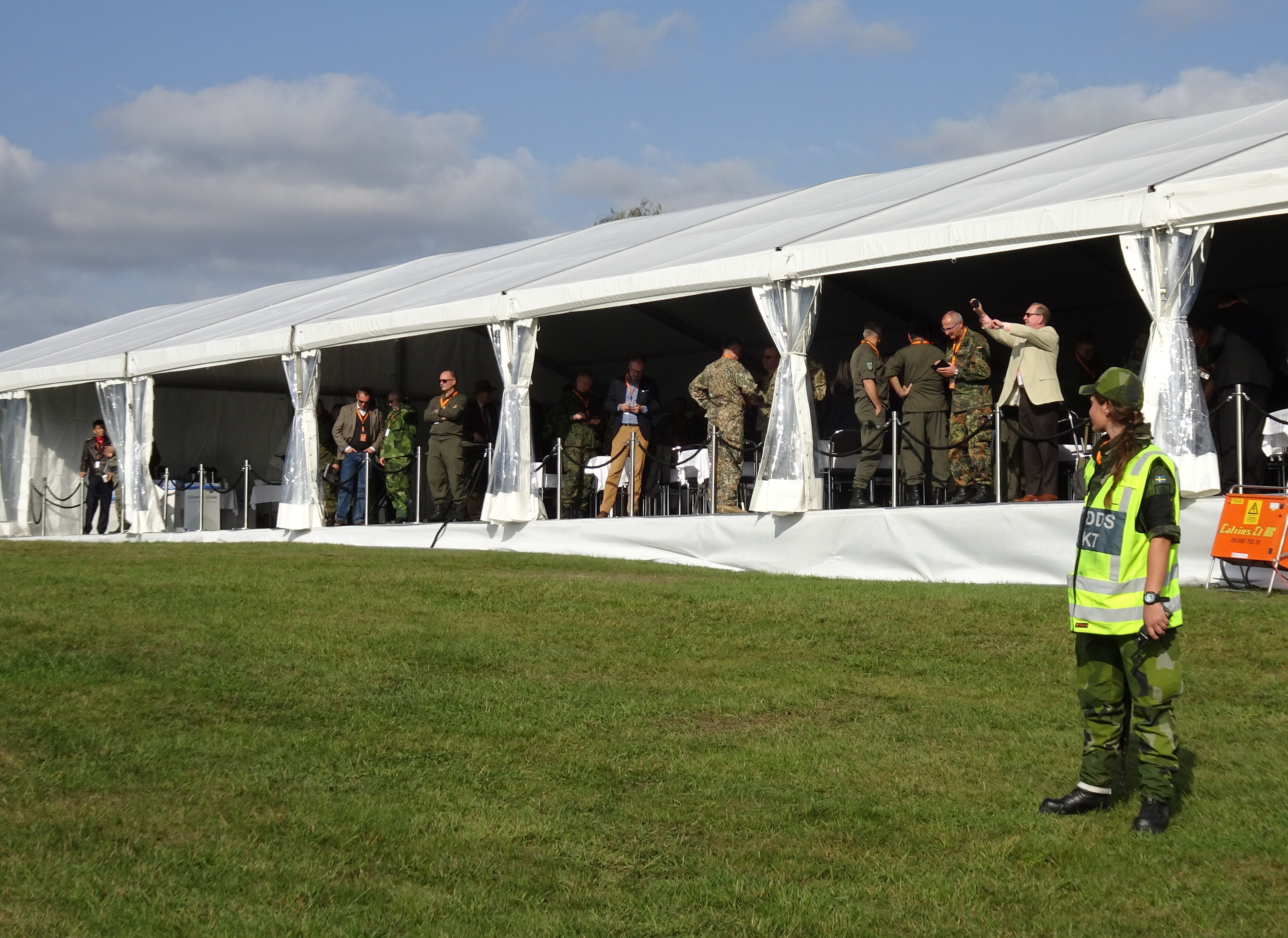